# Roma (Wein)
Mit der Bezeichnung Roma DOC werden italienische Rot-, Rosé- und Weißweine sowie Schaumweine in der Metropolitanstadt Rom (Region Latium) ausgebaut. Die Weine besitzen seit 2011 eine „kontrollierte Herkunftsbezeichnung“ (Denominazione di origine controllata – DOC), die zuletzt am 7. März 2014 aktualisiert wurde.

## Anbau
Produziert werden die Weine in folgenden Gemeinden:
In der Metropolitanstadt Rom: Affile, Albano Laziale, Allumiere, Anguillara Sabazia, Anzio, Arcinazzo Romano, Ardea, Ariccia, Bracciano, Campagnano di Roma, Canale Monterano, Capena, Castel Gandolfo, Castelnuovo di Porto, Cave, Cerveteri, Ciampino, Civitavecchia, Colonna, Fiano Romano, Fonte Nuova, Formello, Frascati, Gallicano nel Lazio, Genazzano, Genzano di Roma, Grottaferrata, Guidonia, Montecelio, Ladispoli, Lanuvio, Lariano, Manziana, Marcellina, Marino, Mentana, Monte Compatri, Monte Porzio Catone, Montelibretti, Monterotondo, Montorio Romano, Moricone, Morlupo, Nemi, Nerola, Nettuno, Olevano Romano, Palestrina, Palombara Sabina, Pomezia, Rocca di Papa, Rocca Priora, Roiate, San Cesareo, San Polo dei Cavalieri, San Vito Romano, Santa Marinella, Sant’Angelo Romano, Tolfa, Trevignano Romano, Velletri, Zagarolo sowie in Teilen der Gemeinden von Rom, Artena, Lariano und Velletri.

## Erzeugung
Folgende Rebsorten-Zusammensetzung ist vorgeschrieben:
- Bianco und Romanella Spumante: müssen zu mindestens 50 % aus den Rebsorten Malvasia del Lazio bestehen. Höchstens 35 % Bellone, Bombino, Greco Bianco, Trebbiano Giallo, Trebbiano verde dürfen (einzeln oder gemeinsam) zugesetzt werden. Höchstens 15 % andere weiße Rebsorten, die für den Anbau in der Region Latium zugelassen sind, dürfen zugesetzt werden.
- Rosso und Rosato: müssen zu mindestens 50 % aus den Rebsorten Montepulciano bestehen. Höchstens 35 % Cesanese Comune, Cesanese di Affile, Sangiovese, Cabernet Sauvignon, Cabernet Franc und/oder Syrah dürfen (einzeln oder gemeinsam) zugesetzt werden. Höchstens 15 % andere weiße Rebsorten, die für den Anbau in der Region Latium zugelassen sind, dürfen zugesetzt werden.
- Weiterhin werden fast sortenreine Weine produziert, bei denen die genannte Rebsorte zu mindestens 85 % enthalten sein muss. Höchstens 15 % andere analoge Rebsorten, die für den Anbau in der Region Latium zugelassen sind, dürfen zugesetzt werden:
  - Roma Malvasia puntinata
  - Roma Bellone

Weine mit dem Zusatz Classico müssen aus der historisch überlieferten Zone stammen (außer Romanella Spumante).

## Beschreibung
Laut Denomination (Auszug):

### Bianco (auch als Classico)
- Farbe: strohgelb mit grünlichen Reflexen
- Geruch: zart, ätherisch
- Geschmack: trocken, harmonisch
- Alkoholgehalt: mindestens 12,0 Vol.-%, für „Superiore“ 12,0 Vol.-%
- Säuregehalt: mind. 4,5 g/l
- Trockenextrakt: mind. 18,0 g/l

### Romanella Spumante
- Perlage: fein und anhaltend
- Farbe: strohgelb, brillante Klarheit
- Geruch: zart, fein
- Geschmack: von herb bis extratrocken
- Alkoholgehalt: mindestens 11,0 Vol.-%
- Säuregehalt: mind. 5,0 g/l
- Trockenextrakt: mind. 15,0 g/l